# パラゴムノキ
パラゴムノキ（英名: Para rubber tree、学名: Hevea brasiliensis）は、トウダイグサ科パラゴムノキ属の常緑高木。幹を傷つけて得られる乳液 （ラテックス、latex）は天然ゴムの原料となる。和名と英名の「パラ」は原産地であるブラジル北部の州（パラ州）に由来する。
原産地はアマゾン川流域で、雨季には増水した河川によって水没するバルゼアと呼ばれる浸水林に生育する。種子は水に浮き、雨季に増水した水の流れに乗って分散する。
パラゴムノキはもともとアマゾン川流域にのみ生育していたが、1839年の加硫法の発見によってゴム需要が増加したため、原産地以外でも栽培が行われるようになった。現在では東南アジアの熱帯地域を中心にプランテーションでの大規模栽培が行われている。1990年の天然ゴムの世界生産量は494.8万トンで、主な生産国はマレーシア (29%)、インドネシア (26%)、タイ (19%)である。

## 性質
南米のブラジル、ベネズエラ、コロンビアのアマゾン川流域とオリノコ川流域に自生する。現地の先住民が「涙を流す木」を意味するカウチュ（cauchu）と呼んでいたことから、ヨーロッパではカウチューク（caoutchuouc）と呼ばれている。

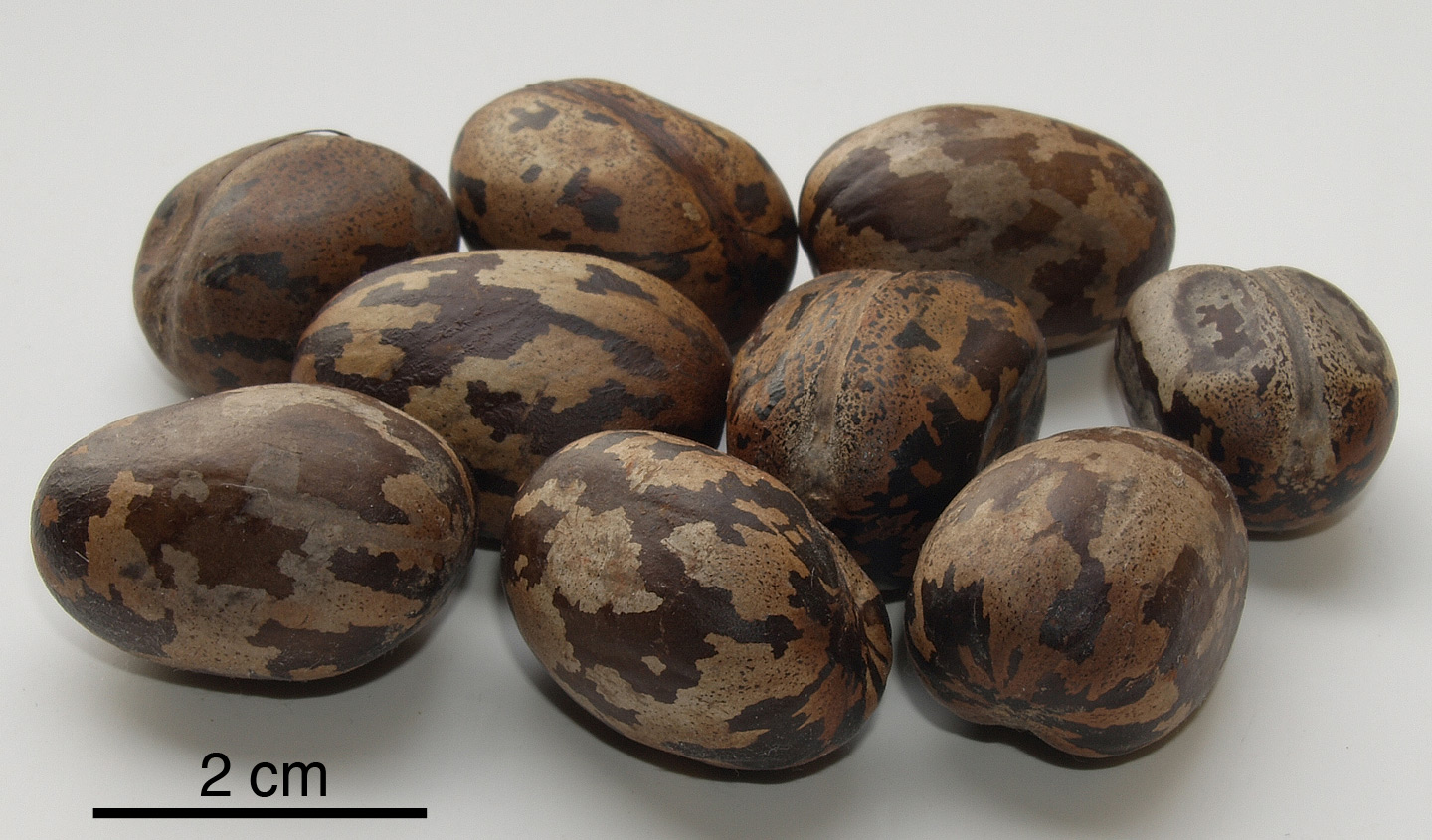
パラゴムノキの種子

樹高は30メートル (m) に達する。葉は3枚の小葉からなる複葉。春分や秋分のころばど、熱帯雨林に差す日差しがわずか強くなったときに、同じ地域のパラゴムノキは一斉に開花する。花は小さな刺激臭がある黄色いベル形で、円錐状に集まって咲く。虫媒花で、ユスリカやアザミウマが花粉を媒介する。果実は3室にくびれており、熟すと裂開して、中から斑模様の大きな種子を撒布する。地上に落ちた種子は近くの川に運ばれて、親木から離れた場所で発芽する。
熱帯の樹木の多くがラテックスとよばれる乳液を産生するが、なかでもパラゴムノキのものが有名である。ラテックスは水分中に約50%のゴムの微粒子が分散したもので、樹皮の乳液管に蓄えられ、木が傷ついたときに染み出して速やかに固まって傷口を塞ぐ役目をする。幹には、樹皮と篩部の間に乳液管が地面と30度の角度で右まわり螺旋状に上っており、ここから白または黄色の乳液が得られる。樹齢が5 - 6年になると人間が樹皮に傷をつけて乳液の収集が行われる。乳液管と直交するように、木の生長を阻害しない程度の深さに幹に切り込みを入れ、流れ出る乳液を容器に集め、固まらないに凝固防止剤を加えている。年長の木ほど多くの乳液を出す。

## 採取

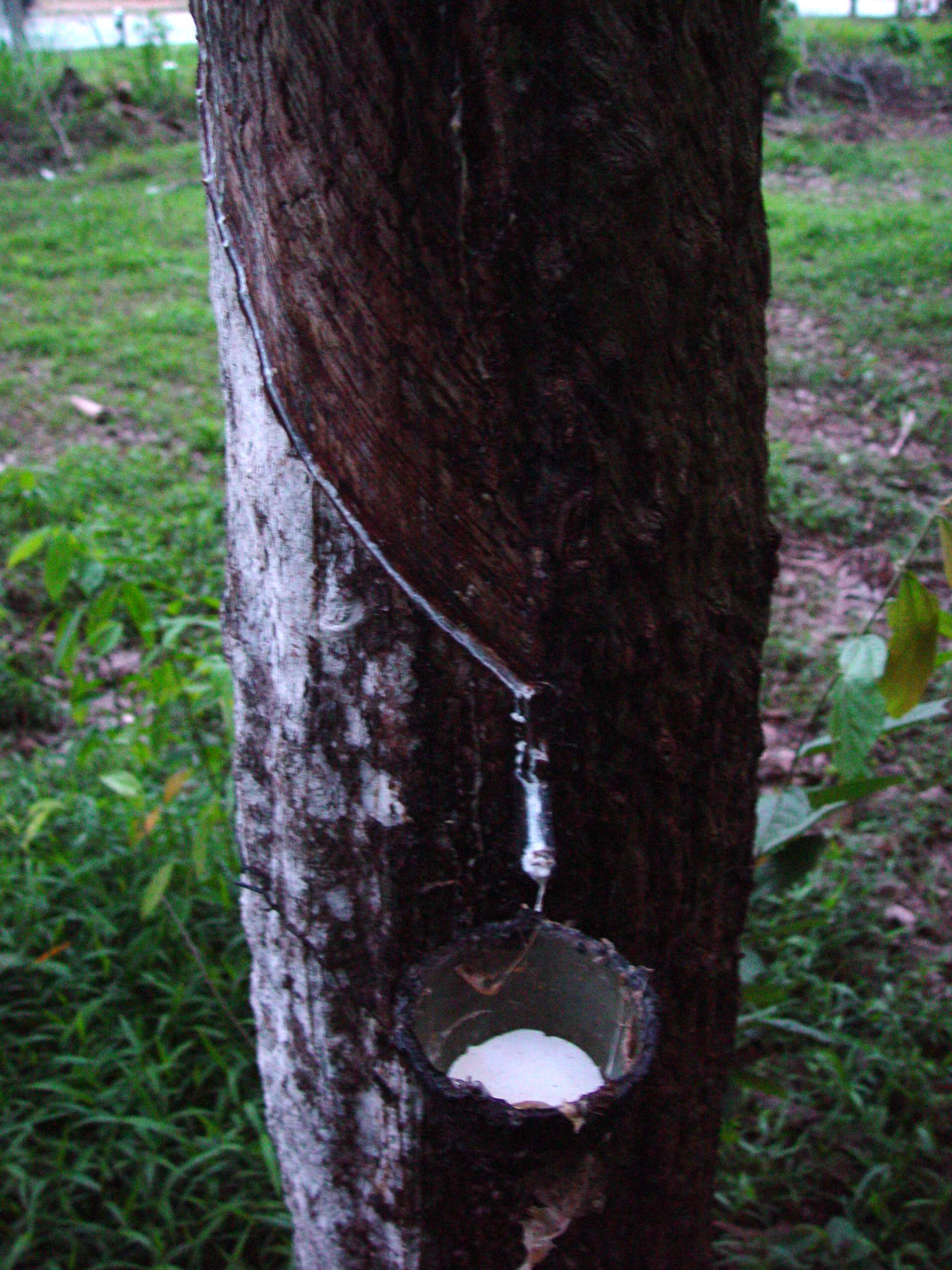
乳液の採取

ラテックスの採取は樹齢5歳ころから始める。幹の周囲の1/4～1/2にわたってV字型または左上から右下に向かう斜線に皮部を切りつける。角度は約45度とし、下端に受け容器を置き、ラテックスを受ける。毎日または隔日、早朝に tapping knife で斜線の下面を1ミリメートル (mm) 削る。採取は雨季の2箇月間の休止をはさみ、1年間に切りつけの痕は20 - 40センチメートル (cm) になる。樹齢15 - 18歳が最盛期であり、40歳以後は激減する。乳液量は1日約30 cc、ゴム含有は30 - 40%、1本1年のゴム生産量は最盛期で3 - 3.5キログラム (kg) である。ラテックスは金網で濾過、異物を取り除き、約0.1%の酢酸または0.06%の蟻酸を加え、凝固させる。これをローラーに掛けて水で洗浄し、ローラーでシート状またはクレープ状に仕上げ、日乾しまたは火力乾燥させる。これが生ゴムとよばれるものである。

## 木材としての用途
収穫量の減った老木は、順次伐採して新しい若木に植え替えられる。伐採して得られる材は、製材後の乾燥過程で腐朽菌に侵されやすい上、乾燥によって生じる変形が大きいため、かつては商品価値はないとみなされ、細かく砕いてMDFやパーティクルボードの原料として使われる程度であり、大部分はあまり利用されることなく廃棄されていた。近年は、乾燥技術や防腐技術の進歩、および乾燥中の変形を見越してあらかじめ小さなエレメントに寸断しておいてから乾燥後に集成材に加工する、という利用技術が確立している。パラゴムノキの集成材は、木材としてはやや固めで塗装性や着色性は良好であるので、家具やフローリングなどの材料として広く利用されるようになった。廃材の再利用であるため安価である。木材としての品質向上のため、ラテックスの採取をするときの、樹皮に切り込みを入れる刃物の形状、切り込みを入れるときの気温に配慮し、リサイクル木材としての品質を高めにするような工夫も、なされつつある。
さらに、パラゴムノキは成長が早いため、木材としての利用技術が確立した近年では、ラテックス採取を目的とせず、最初から木材として利用するために植樹されることも少なくない。

## 歴史
アマゾン川流域に住んでいた部族は、古くからパラゴムノキから採れる天然ゴムを使って、靴を成形していたといわれる。イギリスでは、1770年代にパラゴムノキのラテックスを固めて、現在の消しゴムの原型である「インドゴム」を作った。1823年には、スコットランド人のチャールズ・マッキントッシュが、溶かしたゴムを布地に塗ったゴム引き布（防水布）を発明した。天然ゴムは冬になるとひび割れるという欠点もあったが、1839年にはアメリカのチャールズ・グッドイヤーが、生ゴムに硫黄を加えて加熱すると、機械的・温度変化的に強度が増すことを発見する。そうして製造された加硫ゴムは、あらゆる産業で使われるようになったことから供給よりも需要が上回るようになり、ゴムの価格も高騰するようになった。ゴムで儲けを企む男たちはパラゴムノキがあるアマゾンへ殺到し、野生の木の所有権を主張して乱開発するゴムラッシュが始まった。
パラゴムノキは重要な産業資源として、ブラジル国外への持ち出しは禁止されていた。しかし、原産地と同様の熱帯雨林地帯に植民地を抱えるイギリスは、何度もひそかに植物学者をアマゾン川流域に派遣して種子を採集させ、自らの持つ植民地において栽培を行うことを試みた。
まず1873年にブラジル国外でのゴム栽培が計画され、試行錯誤の結果、12本の苗木がキュー王立植物園で生育し始めた。しかし、これらは栽培用にインドへ送られたものの、すべて枯れてしまった。
次の計画は1875年に行われ、その翌年（1876年）ヘンリー・ウィッカムにより、ブラジルから7万個ものパラゴムノキ種子がキューに送られた。このうち4%が発芽し、1876年には2000株の苗木がウォード箱に入れられてセイロン島へ、22株がシンガポールの植物園へ送られた。いちど定着するとパラゴムノキは、イギリスのアジア植民地各地へ急速に拡がり、1898年までにマレー半島にゴムのプランテーションが作られた。
1928年にはヘンリー・フォードが、極東でゴム生産を独占しているイギリス政府を出し抜こうと、ブラジル政府から提供されたアマゾンの土地に天然ゴムを生産するためのプランテーション都市を建設するが、このプロジェクトは短期間で失敗に終わっている。黄熱病やマラリアの流行と、経営側が地元労働者に飲酒、喫煙、女遊び、サッカー遊戯を禁じたために労働者の勤労意欲が失われたこと、さらに合わない土壌に過密に植樹されたことから南米葉枯病と害虫被害が広がっていったためである。

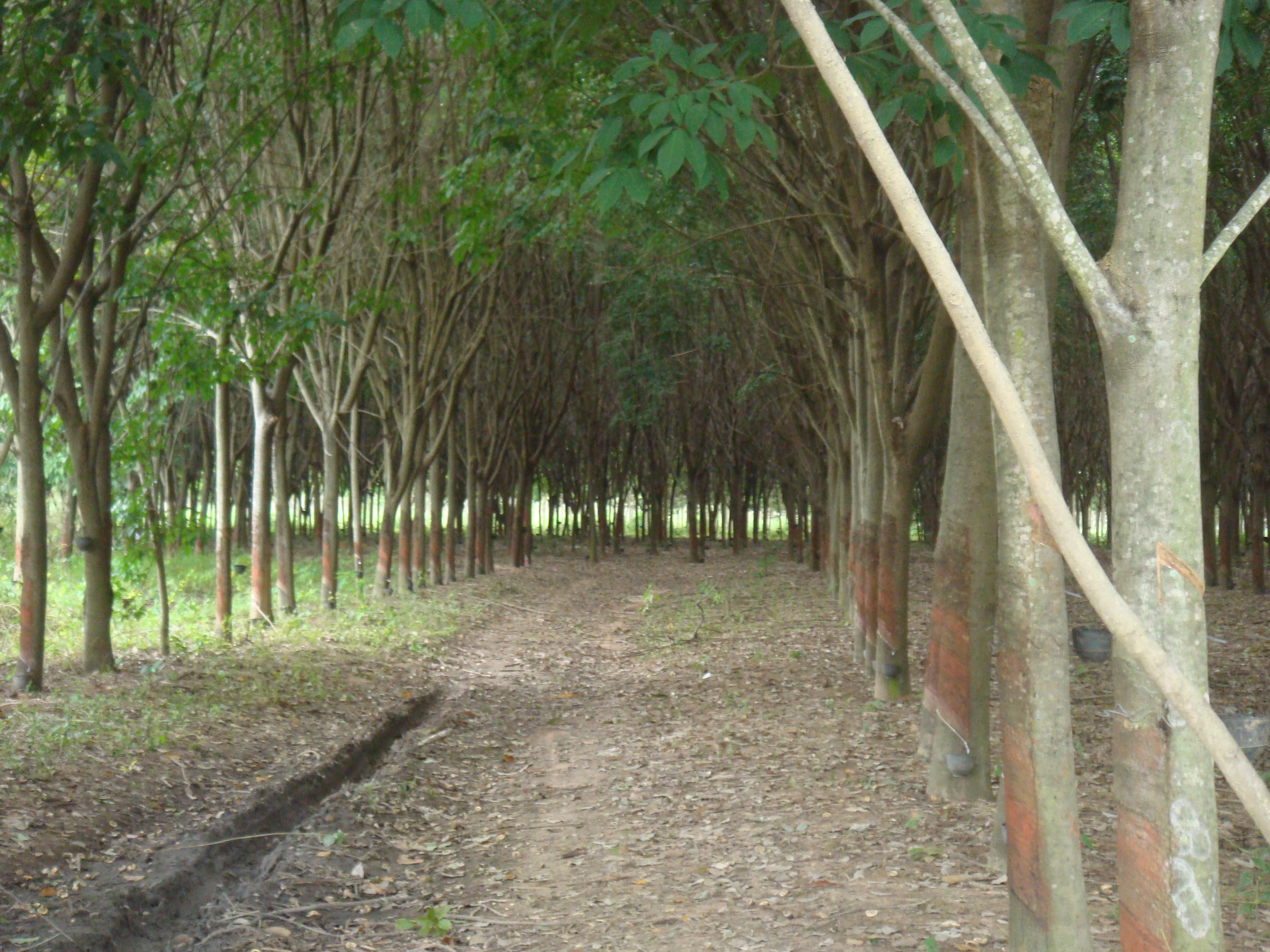
タイのゴム園。ゴム採取中。幹の切り込みが確認できる。（2011.8.7）

今日では化石燃料やその副産物から製造する合成ゴムの生産も行われているが、天然ゴムもほぼ同じ量が生産されており、主な生産地であるマレーシアやタイ、インドネシアなど東南アジアの広大なプランテーションでパラゴムノキを栽培している。しかし、こうした行為は熱帯の森林の生態系に悪影響を及ぼし、葉枯病の脅威にさらされているという指摘もある。原産地の南米では子嚢菌による南米葉枯病（なんべいはがれびょう、英語: South American Leaf Blight、学名: Pseudocercospora ulei）という病気のためあまり栽培されておらず、今なお天然の自生樹木からのゴム液採取が行われている。

## シノニム
パラゴムノキ属は次の異名でも知られる。
- Caoutchoua J.F.Gmel.
- Micrandra Benn. & R.Br.
- Siphonanthus Schreb. ex Baill.
- Siphonia D.Richard ex Schreb.